# Centre hospitalier Pierre Oudot
Le centre hospitalier Pierre Oudot (CHPO) est un centre hospitalier français situé sur la commune de Bourgoin-Jallieu dans le département de Isère en région Auvergne-Rhône-Alpes.
Ouvert au public en mai 2011 à la suite du déménagement de ses locaux depuis l'ancien hôpital situé en centre-ville vers des bâtiments plus grands et neufs, le centre hospitalier se situe en dehors de l'agglomération berjalienne, sur la route de Lyon et de L'Isle d'Abeau.
Le CHPO est un établissement du GHND (Groupement hospitalier nord-Dauphiné) qui regroupe les centres hospitaliers des communes de Bourgoin-Jallieu, du Pont-de-Beauvoisin, de La Tour-du-Pin et de Morestel, toutes situées dans l'arrondissement de la Tour-du-Pin.

## Historique

### Ancien établissement
Créé à l'origine par des moines antonins au Moyen Âge, l'hospice devient en 1903 un hôpital militaire situé sur le site du Pré Orcel. En 1929, l’hôpital devient un établissement civil et ouvre une section chirurgicale ainsi qu'une maternité, puis il évolue vers un statut de centre hospitalier général en 1980.
En 1996, l’hôpital prend le nom de centre hospitalier Pierre Oudot, en hommage à l'ancien maire de Jallieu (de 1965 à 1967), puis de Bourgoin-Jallieu. 

### Nouvel établissement
Le 17 mai 2011, l'établissement quitte le site en plein cœur de la ville pour le site du Médipôle situé à l'ouest de l'agglomération grenobloise .

## Description et organisation
Le nouvel établissement, créé en 2011, est situé dans un nouveau quartier de la commune de Bourgoin-Jallieu dénommé Médipôle qui propose d'autres offres de soins tels que la clinique Saint-Vincent-de-Paul et des cabinets médicaux (maison des consultants).
Le nouveau site hospitalier bénéficie d'un réseau de chauffage de la filière bois. Le confort thermique d’été est assuré par une protection solaire par caillebotis horizontal et brise-soleil, une ventilation double-flux avec isolation par l’extérieur. La gestion des eaux pluviales est assurée par un système associant la rétention et le drainage des eaux.

### Centre de formation professionnelle
L'établissement compte un institut de formation aux professions de santé, proposant des cycles concernant le diplôme d'état d'aide-soignant(e), le diplôme d'état d'infirmier(e) et la préparation à l'oral au concours d'entrée en formation aide-soignant(e).

### Le CAMSP
Le centre d'action médico-sociale précoce (CAMSP) du CHPO propose une prise en charge globale en service ambulatoire pour chaque enfant handicapé de 0 à 6 ans par une équipe pluridisciplinaire dans le cadre d'une mission de soin, de dépistage, d’intégration et d’orientation de l’enfant porteur de tout type de handicap.

### Les hôpitaux de jour pédopsychiatriques
Le CHPO gère l'organisation de deux services d'hôpitaux de jour pédopsychiatriques assurant l'accueil à la journée ou sur des demi-journées d’enfants présentant des troubles du développement ou diverses pathologies psychiques. Un de ses établissements —« L'arc-en-ciel »— est situé dans Bourgoin-Jallieu et l'autre sur le territoire de La Tour-du-Pin. Ces services comprennent également une classe thérapeutique .

### Les établissements d'accueil pour personnes âgées

#### L'EHPAD Jean Moulin
Le centre de long séjour Jean Moulin est un EHPAD rattaché au CHPO. La structure, entièrement consacré à l'accueil des personnes âgées, a été entièrement reconstruit entre 1995 et 1998. Ce centre présente une capacité d'accueil de 65 places d’hébergement en EHPAD et en unité de soins longue durée (USLD) assurant également la prise en charge de personnes atteintes de la maladie d'Alzheimer.

#### L'EHPAD Delphine Neyret
La résidence Delphine Neyret est un EHPAD rattaché au CHPO depuis 1987 et situé en pleine zone urbaine de la ville de Bourgoin-Jallieu. Ce centre présente une capacité d'accueil de 103 places d’hébergement en EHPAD et en unité de soins de longue durée (USLD).

## Chiffres clés
Le centre hospitalier Pierre Oudot propose : 
- 380 lits d'hospitalisation dont
- 162 lits en médecine,
- 20 lits en pédiatrie, 4 lits en néonatologie et 9 lits en pédopsyschiatrie
- 93 lits en chirurgie,
- 9 lits en réanimation et 6 lits en surveillance continue
- 30 lits en gynécologie / obstétrique,
- 20 lits en UHCD (courte durée) et 6 en USIC (Urgences et soins intensifs de cardiologie).

L'établissement compte également des unités de soins présentant 195 lits en long séjour et 52 lits en service d'hébergement pour personnes âgées dépendantes et atteintes d'alzheimer

## Accès

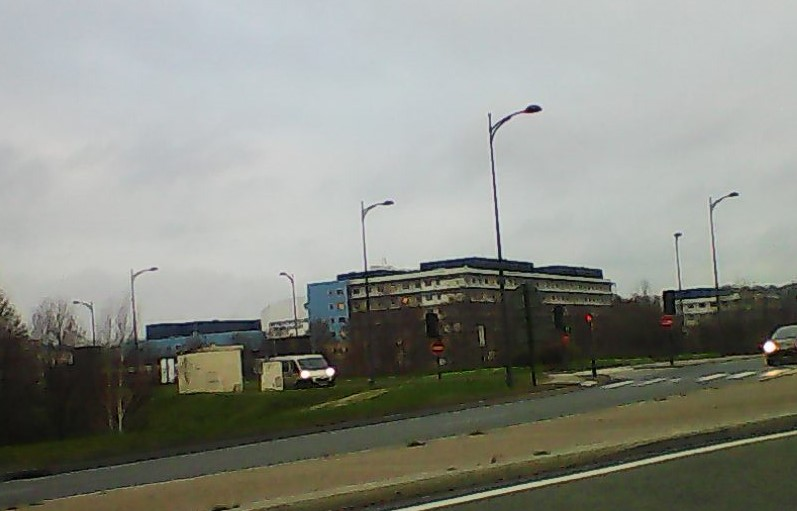
Le CH Pierre Oudot depuis la RD1066

### Par la route
L' autoroute A43 qui relie la commune à Lyon et à Chambéry passe à proximité de l'établissement hospitalier. La sortie n°7 permet de rejoindre le site en empruntant la RD1066 dans la direction de Bourgoin-Jallieu après avoir quitté l'échangeur  :
- 7 à 31 km : L'Isle-d'Abeau-centre, Morestel, Bourgoin-Jallieu-Ouest, Crémieu, L'Isle-d'Abeau-Les Sayes

### Par les transports en commun
L'arrêt « Médipôle Hôpital »  est situé sur la ligne 1 du réseau Ruban L'Isle-d'Abeau Triforium ↔ Bourgoin-Jallieu Gare SNCF